# Sebastian Tounekti
Sebastian Tounekti (ur. 13 lipca 2002 w Tromsø) – tunezyjski piłkarz występujący na pozycji skrzydłowego w holenderskim klubie FC Groningen, do którego jest wypożyczony z FK Bodø/Glimt.

## Kariera klubowa

### Tromsdalen UIL
W 2014 roku dołączył do akademii Tromsdalen UIL. 19 stycznia 2018 podpisał pierwszy profesjonalny kontrakt z zespołem. Zadebiutował 30 września 2018 w meczu OBOS-ligaen przeciwko Ullensaker/Kisa IL (3:0).

### FK Bodø/Glimt
30 marca 2020 podpisał kontrakt z klubem FK Bodø/Glimt. Zadebiutował 16 czerwca 2020 w meczu Eliteserien przeciwko Viking FK (2:4). Pierwszą bramkę zdobył 27 sierpnia 2020 w meczu kwalifikacji do Ligi Europy UEFA przeciwko FK Kauno Žalgiris (6:1). Pierwszą bramkę w lidze zdobył 17 października 2020 w meczu przeciwko Molde FK (4:2). W sezonie 2020 jego drużyna zajęła pierwsze miejsce w tabeli i zdobyła mistrzostwo Norwegii. 7 lipca 2021 zadebiutował w kwalifikacjach do Ligi Mistrzów UEFA w meczu przeciwko Legii Warszawa (2:3).

### FC Groningen
31 sierpnia 2021 został wysłany na wypożyczenie do drużyny FC Groningen.

## Statystyki
(aktualne na dzień 21 września 2021)
| Klub                | Sezon              | Liga               | Liga  | Liga   | Puchar kraju | Puchar kraju | Europa | Europa | Suma  | Suma   |
| Klub                | Sezon              | Liga               | Mecze | Bramki | Mecze        | Bramki       | Mecze  | Bramki | Mecze | Bramki |
| ------------------- | ------------------ | ------------------ | ----- | ------ | ------------ | ------------ | ------ | ------ | ----- | ------ |
| Tromsdalen UIL      | 2018               | OBOS-ligaen        | 1     | 0      | 0            | 0            | –      | –      | 1     | 0      |
| Tromsdalen UIL      | 2019               | OBOS-ligaen        | 11    | 0      | 1            | 0            | –      | –      | 12    | 0      |
| Tromsdalen UIL      | Ogólnie            | Ogólnie            | 12    | 0      | 1            | 0            | 0      | 0      | 13    | 0      |
| FK Bodø/Glimt       | 2020               | Eliteserien        | 9     | 1      | 0            | 0            | 1      | 1      | 10    | 2      |
| FK Bodø/Glimt       | 2021               | Eliteserien        | 5     | 0      | 1            | 0            | 4      | 0      | 10    | 0      |
| FK Bodø/Glimt       | Ogólnie            | Ogólnie            | 14    | 1      | 1            | 0            | 5      | 1      | 20    | 2      |
| FC Groningen (wyp.) | 2021/22            | Eredivisie         | 0     | 0      | 0            | 0            | –      | –      | 0     | 0      |
| FC Groningen (wyp.) | Ogólnie            | Ogólnie            | 0     | 0      | 0            | 0            | 0      | 0      | 0     | 0      |
| Ogólnie w karierze  | Ogólnie w karierze | Ogólnie w karierze | 26    | 1      | 2            | 0            | 5      | 1      | 33    | 2      |

## Sukcesy

### FK Bodø/Glimt
- Mistrzostwo Norwegii (1×): 2020